# Dolores Leeuwin
Dolores Cindy Leeuwin (Utrecht, 20 december 1970) is een Nederlands presentatrice en actrice.

## Biografie
Leeuwin begon op de lagere school met jazz- en klassiek ballet. Later deed zij ook streetdance. Vanaf haar veertiende danste zij voor shows op televisie, in theater en bij productpresentaties (bijvoorbeeld Peugeot).
Leeuwin studeerde na de havo in Nieuwegein hbo Personeel en Arbeid. Aansluitend werkte zij ongeveer twee jaar bij Teleac/NOT op de afdeling personeelszaken en zo'n vijf jaar bij het productiebureau. Van december 2001 tot 2015 was zij presentatrice bij Het Klokhuis. In 2004 presenteerde Leeuwin het programma Help! over (het gevoel van) onveiligheid en wat je daaraan kunt doen. Sinds het seizoen 2005-06 was Leeuwin ook actief voor Hoe?Zo! door op locatie om wetenschappelijke uitleg te vragen over de onderwerpen uit het programma. Vanaf 2008 presenteerde zij samen met Marit van Bohemen het Teleac-programma Knoop in je Zakdoek. Ze presenteerde van 2012 tot 2015 bij het Sinterklaasjournaal. In 2016 gaf ze aan niet meer achter dit programma te staan vanwege het gebrek aan voortrekkersrol in de discussie rond Zwarte Piet, en daarom te stoppen als presentatrice. In 2014 speelde ze een rol in de film Heksen bestaan niet.

## Filmografie als actrice

### Film
- 2014: Heksen bestaan niet, als moeder van Katie
- 2017: Dikkertje Dap, als juf Nellie

### Televisie
- 2004-2015: Sinterklaasjournaal, als verslaggeefster
- 2016: Dokter Tinus, als Felicity van Woerkom
- 2018: Ik weet wie je bent, als Dr. Christiaans

## Privé
Leeuwin is gescheiden en heeft een zoon. De politica en presentatrice Sylvana Simons is een tante van Leeuwin.

## Trivia
- Leeuwin won bij het spelprogramma De Nationale IQ Test 2012 met een IQ van 159.
- In seizoen 10 (september 2014) van De Wereld Draait Door debuteerde zij als tafeldame.
- In 2024 deed Leeuwin mee aan het televisieprogramma Weet Ik Veel.